# Sami Khedira
Sami Khedira (phát âm tiếng Đức: [ˈsami keˈdiːʁa]; tiếng Ả Rập: سامي خضيرة; sinh ngày 4 tháng 4 năm 1987 ở Stuttgart) là một cựu cầu thủ bóng đá chuyên nghiệp người Đức chơi ở vị trí tiền vệ phòng ngự.

## Sự nghiệp

### Stuttgart
Trước khi gia nhập đội trẻ Stuttgart vào năm 1995, anh chơi ở TV Oeffingen. Trong tháng đầu tiên của mùa giải 2006-07, anh được huấn luyện viên Stuttgart vào lúc đó là Armin Veh triệu tập lên đội một. Trận ra mắt của anh là vào ngày 1 tháng 10 năm 2006 gặp Hertha BSC Berlin. Anh ghi 2 bàn đầu tiên vào ngày 29 tháng 10 trong trận thắng Schalke 04. Vào ngày 29 tháng 1 năm 2007 anh ký hợp đồng chuyên nghiệp với Stuttgart có thời hạn đến tháng 6 năm 2009.
Vào ngày 9 tháng 7 năm 2008, anh gia hạn hợp đồng tới mùa hè 2011.

### Real Madrid
Ngày 30 tháng 7 năm 2010, Khedira đã chuyển đến Real Madrid với mức phí chuyển nhượng không được tiết lộ. Tuy nhiên, ước tính mức phí là khoảng 14 triệu euro. Anh có trận đấu đầu tiên cho Real Madrid vào ngày 13 tháng 8 năm 2010 trong trận giao hữu với Bayern München, trận đấu mà Real đã giành thắng lợi 4-2 sau những loạt sút luân lưu.
Trận đấu đầu tiên của Khedira tại La Liga là khi anh được tung vào sân thay cho Álvaro Arbeloa ở phút 62 trận hoà 0-0 với Mallorca ngày 29 tháng 8.

### Juventus
Mùa giải 2015/2016 anh chuyển qua khoác áo Juventus. Ở đây anh được giao vị trí tiền vệ trung tâm. Với khả năng phòng ngự cùng kĩ thuật kiểm soát bóng anh chính là một trong những tân binh chất lượng cho Juventus sau khi Tevez, Pirlo, Vidal ra đi

### Hertha BSC
Vào ngày 1 tháng 2 năm 2021, Khedira trở lại Bundesliga, ký hợp đồng với Hertha BSC.Vào ngày 5 tháng 2 năm 2021, anh ra mắt trong trận thua 0-1 trước Bayern Munich. Vào ngày 19 tháng 5 năm 2021, anh tuyên bố sẽ giải nghệ vào cuối mùa giải 2020–21.

## Thi đấu quốc tế
Tiền vệ Khedira đã có 30 lần xuất hiện trong các cấp độ đội trẻ của Đức, từng là thành viên đội U21, là đội trưởng ở giải Vô địch U21 châu Âu 2009, giải đấu mà Đức vô địch.
Khedria có trận ra mắt cho đội tuyển quốc gia Đức vào ngày 5 tháng 9 năm 2009 trong trận giao hữu gặp đội tuyển bóng đá quốc gia Nam Phi. Anh vào sân ở phút 73 thay Simon Rolfes.
Khedira đã được huấn luyện viên Joachim Löw chọn vào danh sách 23 cầu thủ Đức tham dự World Cup 2010 tại Nam Phi. Anh cũng là người ghi bàn thắng cuối cùng của đội tuyển Đức tại giải đấu này, ấn định chiến thắng 3-2 trong trận tranh huy chương đồng với Uruguay vào ngày 10 tháng 7 năm 2010.
Năm 2014, anh cùng đội tuyển Đức giành chức vô địch lần thứ tư sau khi vượt qua Argentina ở trận chung kết.
Anh tiếp tục được triệu tập tham dự World Cup 2018 diễn ra tại Nga, tuy nhiên đội tuyển Đức trở thành nhà cựu vô địch sau khi thất bại 0-2 trước Hàn Quốc ở lượt trận cuối vòng bảng. Sau giải đấu đó, Sami Khedira chính thức chia tay đội tuyển quốc gia sau 9 năm gắn bó, tổng cộng anh đã thi đấu 77 trận và ghi được 7 bàn thắng.

## Cuộc sống
Bố anh là người Tunisia và mẹ anh là người Đức. Em trai của Sami là Rani chơi cho đội trẻ Stuttgart và là thành viên đội U15 Đức.

## Thống kê sự nghiệp

### Câu lạc bộ
| Câu lạc bộ          | Mùa giải            | Giải đấu            | Giải đấu | Giải đấu | Cúp quốc gia | Cúp quốc gia | Châu lục | Châu lục | Khác | Khác | Tổng cộng | Tổng cộng | Nguồn         |
| Câu lạc bộ          | Mùa giải            | Hạng đấu            | Trận     | Bàn      | Trận         | Bàn          | Trận     | Bàn      | Trận | Bàn  | Trận      | Bàn       | Nguồn         |
| ------------------- | ------------------- | ------------------- | -------- | -------- | ------------ | ------------ | -------- | -------- | ---- | ---- | --------- | --------- | ------------- |
| VfB Stuttgart II    | 2004–05             | Regionalliga Süd    | 5        | 0        | —            | —            | —        | —        | —    | —    | 5         | 0         | [ 16 ]        |
| VfB Stuttgart II    | 2005–06             | Regionalliga Süd    | 7        | 0        | —            | —            | —        | —        | —    | —    | 7         | 0         | [ 17 ]        |
| VfB Stuttgart II    | 2006–07             | Regionalliga Süd    | 9        | 1        | —            | —            | —        | —        | —    | —    | 9         | 1         | [ 18 ]        |
| VfB Stuttgart II    | Tổng cộng           | Tổng cộng           | 21       | 1        | 0            | 0            | 0        | 0        | 0    | 0    | 21        | 1         | —             |
| VfB Stuttgart       | 2006–07             | Bundesliga          | 22       | 4        | 4            | 0            | —        | —        | —    | —    | 26        | 4         | [ 18 ]        |
| VfB Stuttgart       | 2007–08             | Bundesliga          | 24       | 1        | 4            | 0            | 5        | 0        | 1    | 0    | 34        | 1         | [ 19 ] [ 20 ] |
| VfB Stuttgart       | 2008–09             | Bundesliga          | 27       | 7        | 2            | 0            | 8        | 1        | —    | —    | 37        | 8         | [ 21 ] [ 22 ] |
| VfB Stuttgart       | 2009–10             | Bundesliga          | 25       | 2        | 2            | 1            | 8        | 0        | —    | —    | 35        | 3         | [ 23 ]        |
| VfB Stuttgart       | Tổng cộng           | Tổng cộng           | 98       | 14       | 12           | 1            | 21       | 1        | 1    | 0    | 132       | 16        | —             |
| Real Madrid         | 2010–11             | La Liga             | 25       | 0        | 7            | 0            | 8        | 0        | —    | —    | 40        | 0         | [ 24 ]        |
| Real Madrid         | 2011–12             | La Liga             | 28       | 2        | 4            | 1            | 8        | 1        | 2    | 0    | 42        | 4         | [ 24 ]        |
| Real Madrid         | 2012–13             | La Liga             | 25       | 3        | 6            | 1            | 11       | 0        | 2    | 0    | 44        | 4         | [ 24 ]        |
| Real Madrid         | 2013–14             | La Liga             | 13       | 1        | 0            | 0            | 5        | 0        | —    | —    | 18        | 1         | [ 24 ]        |
| Real Madrid         | 2014–15             | La Liga             | 11       | 0        | 3            | 0            | 2        | 0        | 1    | 0    | 17        | 0         | [ 24 ]        |
| Real Madrid         | Tổng cộng           | Tổng cộng           | 102      | 6        | 20           | 2            | 34       | 1        | 5    | 0    | 161       | 9         | —             |
| Juventus            | 2015–16             | Serie A             | 20       | 5        | 1            | 0            | 4        | 0        | 0    | 0    | 25        | 5         | [ 24 ]        |
| Juventus            | 2016–17             | Serie A             | 31       | 5        | 3            | 0            | 11       | 0        | 1    | 0    | 46        | 5         | [ 24 ]        |
| Juventus            | 2017–18             | Serie A             | 26       | 9        | 4            | 0            | 8        | 0        | 1    | 0    | 39        | 9         | [ 24 ]        |
| Juventus            | 2018–19             | Serie A             | 10       | 2        | 2            | 0            | 4        | 0        | 1    | 0    | 17        | 2         | [ 24 ]        |
| Juventus            | 2019–20             | Serie A             | 12       | 0        | 1            | 0            | 5        | 0        | 0    | 0    | 18        | 0         | [ 24 ]        |
| Juventus            | 2020–21             | Serie A             | 0        | 0        | 0            | 0            | 0        | 0        | 0    | 0    | 0         | 0         | [ 24 ]        |
| Juventus            | Tổng cộng           | Tổng cộng           | 99       | 21       | 11           | 0            | 32       | 0        | 3    | 0    | 145       | 21        | —             |
| Hertha BSC          | 2020–21             | Bundesliga          | 9        | 0        | —            | —            | —        | —        | —    | —    | 9         | 0         | [ 24 ]        |
| Tổng cộng sự nghiệp | Tổng cộng sự nghiệp | Tổng cộng sự nghiệp | 329      | 42       | 43           | 3            | 87       | 2        | 9    | 0    | 468       | 47        | —             |

1. ↑  Bao gồm DFB-Pokal, Copa del Rey và Coppa Italia
2. ↑  Bao gồm UEFA Champions League, UEFA Cup/Europa League và UEFA Intertoto Cup
3. ↑  Bao gồm DFL-Ligapokal, Supercopa de España, UEFA Super Cup và FIFA Club World Cup

### Đội tuyển quốc gia
| Đội tuyển quốc gia | Năm       | Trận | Bàn |
| ------------------ | --------- | ---- | --- |
| Đức                |           |      |     |
| 2009               | 1         | 0    |     |
| 2010               | 16        | 1    |     |
| 2011               | 7         | 0    |     |
| 2012               | 12        | 1    |     |
| 2013               | 8         | 2    |     |
| 2014               | 9         | 1    |     |
| 2015               | 4         | 0    |     |
| 2016               | 12        | 2    |     |
| 2017               | 3         | 0    |     |
| 2018               | 5         | 0    |     |
| Tổng cộng          | Tổng cộng | 77   | 7   |

| #  | Thời gian            | Địa điểm                                                 | Đối thủ          | Bàn thắng | Kết quả | Giải đấu                      |
| -- | -------------------- | -------------------------------------------------------- | ---------------- | --------- | ------- | ----------------------------- |
| 1. | 10 tháng 7 năm 2010  | Sân vận động Nelson Mandela Bay, Port Elizabeth, Nam Phi | Uruguay          | 3–2       | 3–2     | FIFA World Cup 2010           |
| 2. | 22 tháng 6 năm 2012  | PGE Arena, Gdańsk, Ba Lan                                | Hy Lạp           | 2–1       | 4–2     | UEFA Euro 2012                |
| 3. | 6 tháng 2 năm 2013   | Stade de France, Saint-Denis, Pháp                       | Pháp             | 2–1       | 2–1     | Giao hữu                      |
| 4. | 11 tháng 10 năm 2013 | Sân vận động RheinEnergie, Köln, Đức                     | Cộng hòa Ireland | 1–0       | 3–0     | Vòng loại FIFA World Cup 2014 |
| 5. | 8 tháng 7 năm 2014   | Mineirão, Belo Horizonte, Brasil                         | Brasil           | 5–0       | 7–1     | FIFA World Cup 2014           |
| 6. | 11 tháng 10 năm 2016 | Niedersachsenstadion, Hannover, Đức                      | Bắc Ireland      | 2–0       | 2–0     | Vòng loại FIFA World Cup 2018 |
| 7. | 11 tháng 11 năm 2016 | Sân vận động San Marino, Serravalle, San Marino          | San Marino       | 1–0       | 8–0     | Vòng loại FIFA World Cup 2018 |

## Danh hiệu
VfB Stuttgart
- Bundesliga: 2006–07[26]

Real Madrid
- La Liga: 2011–12
- Copa del Rey: 2010–11, 2013–14
- Supercopa de España: 2012
- UEFA Champions League: 2013–14[27]
- UEFA Super Cup: 2014
- FIFA Club World Cup: 2014

Juventus

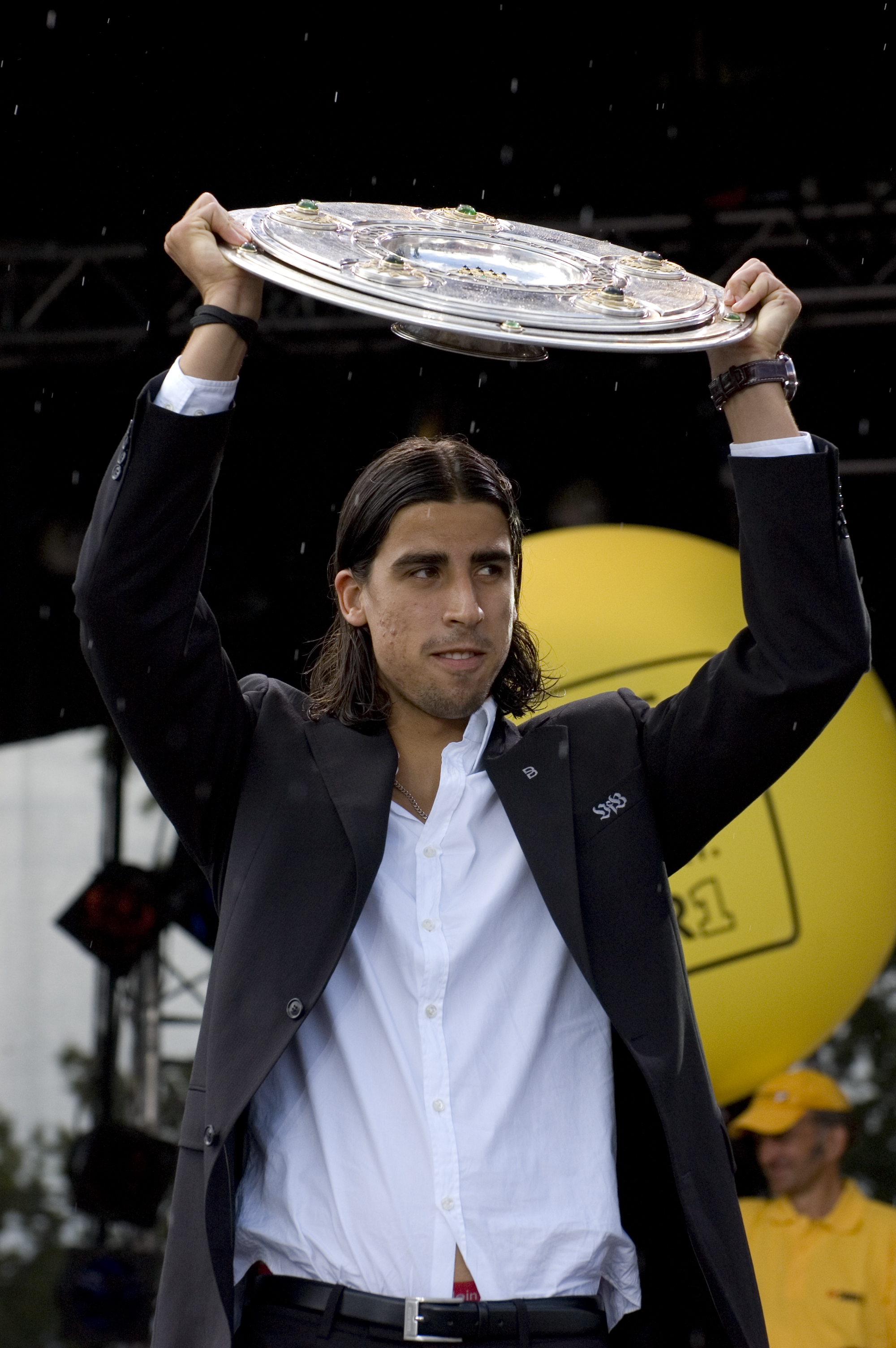
Khedira ăn mừng chức vô địch Bundesliga cùng câu lạc bộ VfB Stuttgart vào năm 2007.

- Serie A: 2015–16, 2016–17, 2017–18, 2018–19, 2019–20
- Coppa Italia: 2015–16, 2016–17, 2017–18
- Supercoppa Italiana: 2018
- UEFA Champions League á quân: 2016–17

U-21 Đức
- UEFA European Under-21 Championship: 2009[28]

Đức
- FIFA World Cup: 2014[29]

Cá nhân
- Đội hình tiêu biểu UEFA European Championship: 2012[30]

Khác
- Huân chương Công trạng Baden-Württemberg: 2016[31]